# Roberto Edwards Eastman
Roberto Jorge Edwards Eastman (22. února 1937, Londýn – 1. července 2022, Chile) byl chilský podnikatel, umělec a fotograf.

## Životopis
Byl synem Agustína Edwardse Budge a Maríe Isabel Eastman Beecheové a vnukem Agustína Edwardse Mac-Clura a bratrem Agustína Edwardse Eastmana, majitele chilských novin Diario El Mercurio.
Vystudoval architekturu a obchodní administrativu na vojenské škole na Chilské univerzitě, ale od svých čtrnácti let věděl, že jeho skutečným povoláním je fotografování.

## Rodina
Byl třikrát ženatý a šest dětí. Nejprve se Susanou Bomchil Rossovou (dcera Miguel Bomchil a Gabriela Ross Montes), později se Sarou Gallo (Argentina), také s dětmi: Roberto Agustín Edwards Gallo a Paula Edwards Gallo.

## Veřejný život
Když jeho otec v roce 1957 zemřel, zdědil po něm nakladatelství Lord Cochrane a v roce 1967 založil časopis Paula.
Jako fotograf právě v této oblasti rozvíjel své nejambicióznější projekty, jako byla experimentální dílna „Cuerpos Pintados“, ve které 45 národních umělců malovalo přímo na nahá těla. Edwards zvěčnil výsledná díla prostřednictvím výstavy nástěnných fotografií a promítání diapozitivů vystavených v muzeích.
Byl to on, kdo zaplatil výkupné za svého synovce Cristiána Edwardse del Río.